# Place de l'Union (Bucarest)
 (décembre 2023).
Si vous disposez d'ouvrages ou d'articles de référence ou si vous connaissez des sites web de qualité traitant du thème abordé ici, merci de compléter l'article en donnant les références utiles à sa vérifiabilité et en les liant à la section « Notes et références ».
Pour les articles homonymes, voir Place de l'Union.
La place de l'Union ou de l'Unification (en roumain : Piața Unirii, prononciation : /pjat͡sa unirij/) est une place du centre de Bucarest en Roumanie.

## Situation

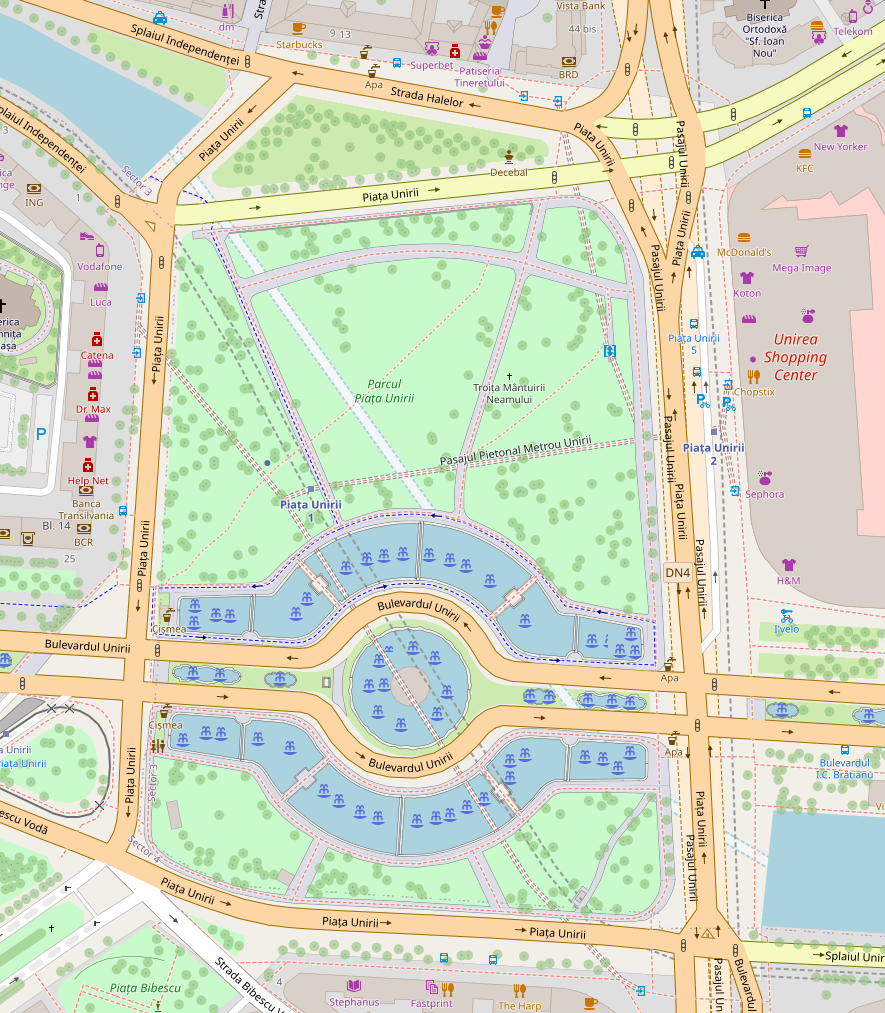
Plan de la place (données OpenStreetMap).

Située dans le centre de la ville où les secteurs 1, 2, 3 et 4 se rencontrent, elle est l'une des plus grandes places de la ville. Établie au-dessus du cours de la Dâmbovița, elle est traversée par le boulevard de l'Union, appelé boulevard de la Victoire du socialisme avant 1989.

## Histoire
La place de l'Union est construite en 1830. Il s'agit alors de la principale place de la ville. Elle accueille des halles aux viandes, aux fruits et aux légumes. Dans les années 1930, les nombreuses halles sont regroupées en une halle unique, la Hala Unirii. Le projet de fontaine voit également le jour à cette période.
La place porta différents noms au cours de l'histoire. Au XIXe siècle, on la nommait Piața Mare a Bucureștilor (« grande place de Bucarest »). Au XXe siècle, elle s'appelle Piața Națiunii (« place de la Nation ») à l'époque de la Grande Union de 1918, Piața 6 septembrie (« place du 6 septembre ») en référence à la date d'accès au trône du roi Mihai I (en) en 1940, et Piața 28 martie (« place du 28 mars ») en référence à la date des premières élections de la Grande Assemblée nationale. La place tire son nom actuel de l'union de la Moldavie et de la Valachie en 1859. Elle est nommée ainsi lors du centenaire de cet événement, le 24 janvier 1959.

## Monuments

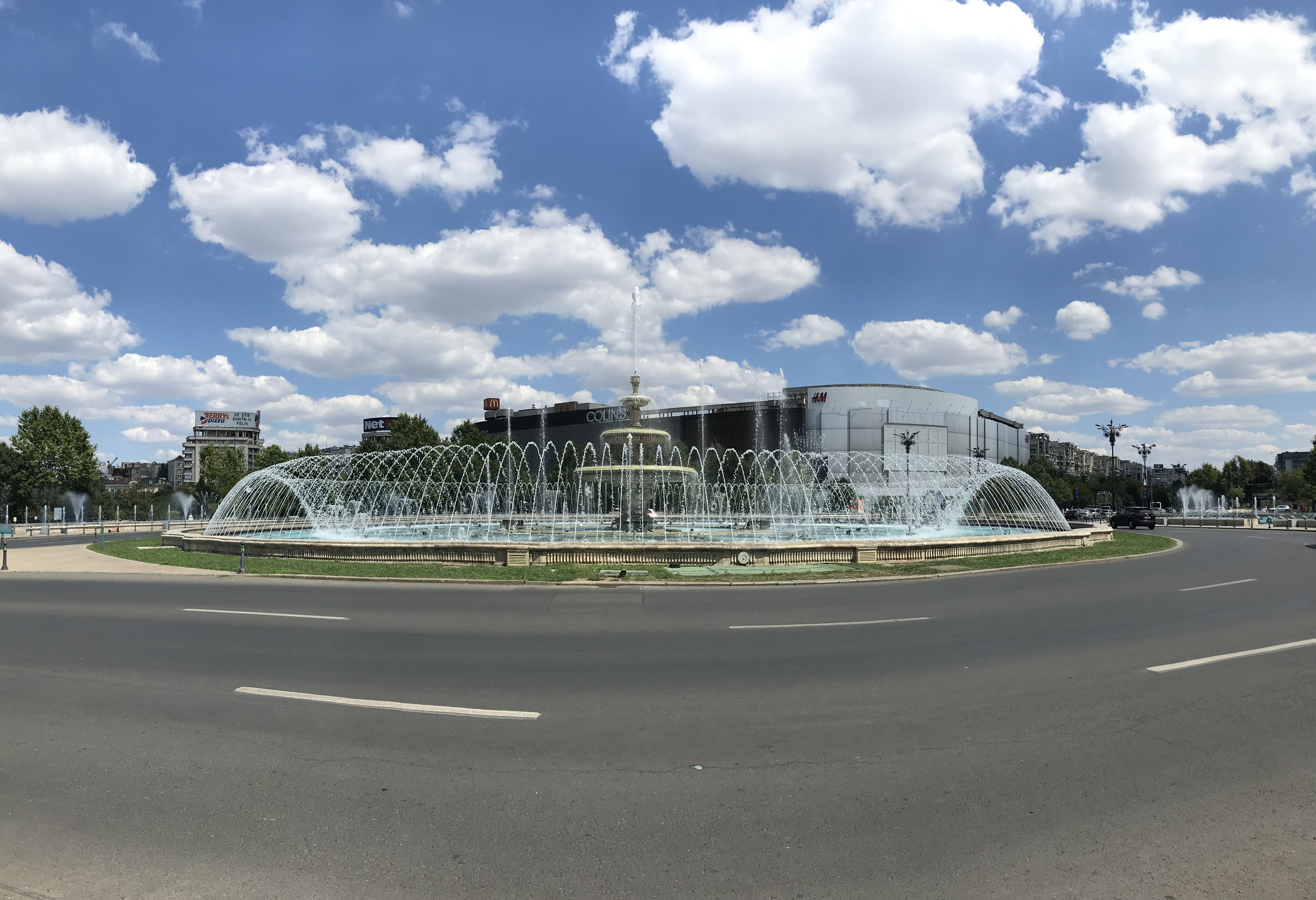
La fontaine principale de la place de l'Union.

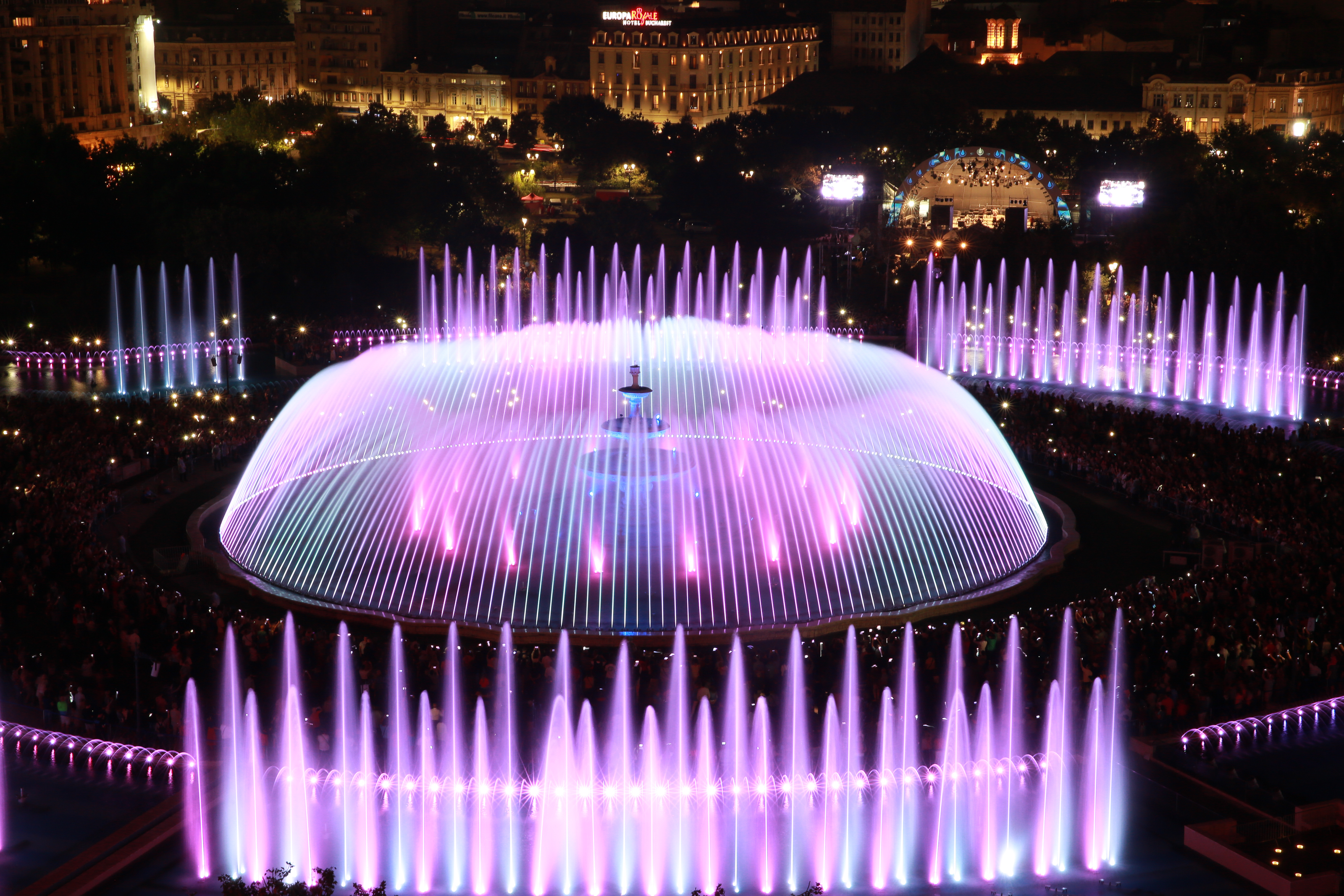
Fontaines de la place de l'Union de nuit.

Une grande partie de la place est occupée par un parc et son centre est orné d'une fontaine monumentale entourée d'un grand bassin.
L'auberge de Manuc (Hanul lui Manuc) est située au nord de la place.

## Transports
La place est une plaque tournante importante pour les transports en commun avec la station de métro Piața Unirii, les autobus STB ainsi qu'un terminal de tramway à proximité du coin sud-ouest. Elle dispose également d'une station de taxis sur le côté est.

## Activités et commerces
Le centre commercial Unirea (en) et le grand magasin Cocor se situent sur le côté est.